# Warcraft: Az Ősök Háborúja trilógia
Az Ősök Háborúja trilógia egy három regényből álló trilógia, amit Richard A. Knaak írt. A könyvek a Warcraft-univerzum részét képezik.

## Könyvek
- Végtelen Forrás (The Well of Eternity), eredeti megjelenés 2004, magyar: 2006
- Démonlélek (The Demon Soul), eredeti megjelenés 2004, magyar 2006
- Meghasadt Föld (The Sundering), eredeti megjelenés 2005, magyar 2007

## Cselekmény
Az első kötetében a három hős, Rónin, az ember, Krázus, a sárkánymágus és Broxigar, az ork elindul felderíteni egy szakadást az időben és térben. Mikor beleesnek, a 10.000 évvel korábbi Kalimdorra érkeznek. Közben Malfurion, az ifjú éjtünde visszatérő rémálmairól megkérdezi félisten tanítóját, Khenarioszt, aki a Smaragd Álomba küldi. A druida rendellenességeket tapasztal a főváros, Zin-Azshari körül. Az Előkelők, Xaviosz nagyúr vezetésével átjárót nyitottak Sargerashoz, a bukott titánhoz, aki mindent meg akar tenni, hogy elpusztítsa az életet Azeroton. Hollócsőr Kartalosz serege élén elindul visszaverni a démonokat, de nem sok esélye van, mert a nagyra becsült Holdőrség varázslóit az Előkelők elvágják a Végtelen Forrástól. Ezért Malfurion a Smaragd Álomban megpróbál bejutni a főváros palotájába, hogy megszüntesse a pajzsvarázst, de ott Xaviosz várja őt, aki mágikus látása segítségével el tudja fogni az éjtündét, s akkor Hollócsőr serege elbukik, a démonok pedig feldúlják Kalimdort.
A második kötetben Archimond vezetésével a Lángoló Légió már-már győzedelmeskedik a maroknyi éjtünde ellen, mikor Neltharion, a Föld Őrzője új fegyvert kovácsol, a Sárkánylelket, amihez a többi négy megtestesülés (Alexstrasza, Nozdormu, Maligos és Hiszéra) erején kívül több démon lelkét is felhasználja, ezáltal megrontva az ereklyét, ami legyőzheti a Légiót. Archimondnak sikerül csapdába csalnia az éjtünde sereget, megfutamodik, hogy aztán az ellenállókat számukra kedvezőtlen terepen bekerítse. Már majdnem sikerül a terve, mikor a sárkányok megérkeznek, és iszonytató pusztítást végeznek a démonok, majd az éjtündéken, mert Neltharion átveszi az irányítást a sárkányokon, és szétszórja őket a szélrózsa minden irányába, de csak miután Maligos raját teljesen kiirtotta. Malfurion szerelmét, Tirandát az átformált Előkelők a feltámasztott Xaviosz vezetésével elrabolják, közben Illidan, Malfurion testvére eltűnik.
A harmadik kötetben Malfurion és Krázus mindent kockára tesznek, hogy megmentsék Azerotot, ezért szövetséget kötnek a törpökkel, taurenekkel, a furbolgokkal és több félistennel is. Ám a Démonlélek a Légióhoz került, s ha megnyílik a kapu Sargerasnak, az Öreg Istenek is kiszabadulnak, akkor pedig senki sem akadályozhatja meg őket, hogy visszaszerezzék, ami az övék volt.